# Love Is Sweet
Love is Sweet (chino simplificado: 半是蜜糖半是伤; pinyin: Ban Shi Mi Tang Ban Shi Shang), es una serie de televisión china transmitida del 27 de septiembre del 2020 hasta el 27 de octubre del mismo año, a través de iQiyi.
La serie sigue la historia de Jiang Jun, quien se reencuentra con su mejor amigo de la infancia, Ma Yuanshuai, en el lugar de trabajo, pero está vez no como su aliado sino como su rival.

## Sinopsis[4]
Jiang Jun es una mujer educada con doble titulación en economía y psicología, mientras que las formas liberales de sus padres de criarla dieron lugar a su carácter fuerte, independiente e idealista. 
Después de graduarse de la universidad, comienza a trabajar para una organización sin fines de lucro para seguir su sueño de ayudar a otros. Sin embargo, la muerte repentina de su padre la deja en una encrucijada, por lo que decide unirse a "MH", una de las principales compañías de inversión de primer nivel, para cumplir el último deseo de su padre. 
Ahí se reencuentra con su mejor amigo de la infancia, Ma Yuanshuai, sin embargo se da cuenta de que no es el mismo cariñoso y gentil protector que ella recordaba, sino su rival en el trabajo. En la empresa donde la cultura del "instinto del lobo" es agresiva, deberá descubrir quién está conspirando en su contra.
Jiang Jun deberá confiar en su ingenio y voluntad para triunfar y salir airosa no solo en su carrera, sino en el amor.